# Тазехабад
Тазехаба́д (перс. تازه اباد‎) — небольшой город на западе Ирана, в провинции Керманшах. Административный центр шахрестана  Селас-э-Бабаджани.
На 2006 год население составляло 7 479 человек.

## География
Город находится на северо-западе Керманшаха, в горной местности западного Загроса, на высоте 1 203 метров над уровнем моря.
Тазехабад расположен на расстоянии приблизительно 95 километров к северо-западу от Керманшаха, административного центра провинции и на расстоянии 475 километров к юго-западу от Тегерана, столицы страны.